# Grof in opat
Grof in opat (COBISS) je drama Josipa Lavtižarja, ki jo je napisal leta 1927. Vrši se v  Stiškem samostanu leta 1481.

## Osebe
- Krištof, grof Lamberg, graščak v Begunjah na Gorenjskem
- Osvald, opat cistercijancev v Stični
- Ciril, Metod, redovnika
- Zbor redovnikov, samostanski Vratar

## Vsebina

### Predigra
Deklamacija ljudske pesmi Grof in opat.

### 1.dejanje
V stiški samostan prijezdi Krištof Lamberg, prinese bogate darove v zlatu in srebru in prosi opata, da bi redovniki molili za pokoj njegovega pravkar umrlega očeta. Opat ga prijazno sprejme, ga pohvali kot vzornega sina in je takoj pripravljen ustreči njegovi prošnji.

### 2.dejanje
Zven skliče redovnike v kapelo, ker pobožno zmolijo Očenaš. Krištof je razočaran: za se zlato, ki ga je podaril, en sam Očenaš? Opat mu odgovori, da je vrednost zlata nična v primerjavi z vrednostjo molitve. A za Krištofa so to same lepe besede.  Tedaj veli opat prinesti tehtnico, v eno skledo da zlato, v drugo na droben listič napisano molitev in glej – molitev je težja! Vsi ostrmijo nad čudežem, ki je poslan od Boga, da bi spoznali resnico: vse tosvetno bogastvo je pena v primerjavi v vrednostjo težo molitve. Grof je prepričan, mogočno zadoni hvalnica v večno slavo Gospodovo.